# 116
Évszázadok: 1. század – 2. század – 3. század
Évtizedek: 60-as évek – 70-es évek – 80-as évek – 90-es évek – 100-as évek – 110-es évek – 120-as évek – 130-as évek – 140-es évek – 150-es évek – 160-as évek
Évek: 111 – 112 – 113 – 114 –  115 – 116 – 117 – 118 – 119 – 120 – 121

## Események

### Római Birodalom
- Lucius Fundanius Lamia Aelianust (helyettese áprilistól Ti. Julius Secundus, júliustól D. Terentius Gentianus, októbertől L. Statius Aquila) és Sextus Carminius Vetust (helyettesei M. Egnatius Marcellinus és C. Julius Alexander Berenicianus) választják consulnak.
- Traianus császár folytatja mezopotámiai hadjáratát. Seregei a Tigris két partján párhuzamosan haladnak dél felé. Elfoglalja Babilont (ahol megtekinti azt a házat, ahol Nagy Sándor meghalt), Szeleukiát, végül a pártusok fővárosát, Ktésziphónt is. A szenátus a Parthicus melléknévvel ruházza fel a császárt.
- Traianus elfoglalja Szúzát és folytatja az előrenyomulást a Perzsa-öböl irányába, ahol meghódoltatja Charax királyát.
- A cyrenaicai zsidó felkelés átterjed Ciprusra (ahol a zsidók több ezer görögöt legyilkolnak), Júdeára és Mezopotámiára is, ahol a városok lakosságának jelentős része zsidó. Az újonnan elfoglalt városok római helyőrségét lemészárolják. A felkelőket a pártusok is segítik.
- Traianus két sereget küld északra. Az első Lusius Quietus vezetésével visszafoglalja Nisibist és Edessát (utóbbinak királyát, VII. Abgart megölik). A második azonban - Appius Maximus Santra vezetésével - vereséget szenved és Santra elesik.
- Traianus is északra vonul, visszaveszi Babilont, Szeleukeiát (amelyet felgyújt) és Ktésziphónt. Itt trónfosztottnak nyilvánítja I. Oszroész pártus királyt és annak túszként Rómában élő fiát, Parthamaszpatészt ülteti a trónra.
- Traianus ostrom alá veszi Hatrát, de a város kitart.
- Traianus Quintus Marcius Turbót, a praetoriánus gárda parancsnokát küldi az egyiptomi felkelés leverésére.

## Halálozások
- Neussi Quirinus, keresztény mártír
- Pan Csao, kínai történetírónő, a Han könyvének befejezője

## Fordítás
- Ez a szócikk részben vagy egészben  a(z)   116 című francia Wikipédia-szócikk ezen változatának fordításán alapul.  Az eredeti cikk szerkesztőit annak laptörténete sorolja fel. Ez a jelzés csupán a megfogalmazás eredetét és a szerzői jogokat jelzi, nem szolgál a cikkben szereplő információk forrásmegjelöléseként.